# Acrocordiella occulta
Acrocordiella occulta är en svampart som först beskrevs av Lars Romell, och fick sitt nu gällande namn av Ove E. Eriksson 1982. Enligt Catalogue of Life ingår Acrocordiella occulta i släktet Acrocordiella,  och familjen Requienellaceae, men enligt Dyntaxa är tillhörigheten istället släktet Acrocordiella,  och familjen Pyrenulaceae. Arten är reproducerande i Sverige. Inga underarter finns listade i Catalogue of Life.